# Ford Airstream
Ford Airstream — концепт-кар гибридного (электромобиль/водородные топливные элементы) кроссовера. Впервые представлен на североамериканском автосалоне в Детройте в январе 2007 года. Создан на базе HySeries Drive — новой концепции, аналогичной E-Flex, разработанной General Motors (см. Chevrolet Volt).
На автомобиле установлены литий-ионные аккумуляторы и компактные водородные топливные элементы. Airstream работает в режиме электромобиля. Аккумуляторы заряжаются по мере необходимости от топливных элементов.
В режиме электромобиля Airstream проезжает 40 км, или до 40 % ёмкости аккумуляторов. Далее для зарядки аккумуляторов включаются топливные элементы. Максимальная скорость автомобиля 135 км/ч.
На Airstream установлены: литий-ионные аккумуляторы 336 В. Топливные элементы производства канадской компании Ballard Power Systems. Бак для хранения 4,5 кг водорода под давлением 350 бар. Этого водорода достаточно для 485 км пробега. Разработку концепта Airstream частично финансировал Департамент Энергетики США (DoE).